# Miloš Moskovljević
Miloš Moskovljević (Varna, studeni 1884. – Beograd, 1968.) bio je srpski jezikoslovac, filolog i političar.
Autor je Rečnika savremenog srpskohrvatskog jezika. U taj rječnik nisu ušle natuknice kao što su „Hrvat” ili „hrvatski”. U svojim je stavovima poricao da su Hrvati nacija te se protivio nastojanjima pripadnika Pokreta za hrvatski književni jezik oko ustanovljenja razlika između hrvatskoga i srpskoga književnog jezika.

### Članci
- Samardžija, Marko. 2017. Pola stoljeća od donošenja deklaracije o nazivu i položaju hrvatskog književnog jezika. Mostariensia. Sveučilište u Mostaru. Mostar. 21 (2): 7–38